# Маргинальное коллекционирование
Маргинальное коллекционирование — хобби, заключающееся в коллекционировании заурядных предметов, имеющих ценность в рамках отдельной субкультуры. Одна из форм коллекционирования.

## Описание
Соотнесение маргинального поведения и коллекционирования предметов приведено в книге Жана Бодрийяра «Система вещей»(1968 г.) . Труд, основанный на докторской диссертации философа, содержит отдельный раздел «Маргинальная система: коллекция». В работе рассматриваются понятия «вещи, абстрагированной от функции» в рамках нефункциональной системы вещей и проводится анализ мотиваций коллекционеров при комплектовании собраний серийных и уникальных предметов.
Данная форма коллекционирования может рассматриваться как пример проявления маргинальности в сфере культуры. Объектами маргинального коллекционирования часто становятся предметы (их составные части), исполнившие свою первоначальную функцию и готовые к утилизации. Среди таких: крышки, алюминиевые банки, фантики и обёртки, пачки от сигарет, пробки.
Одним из крупных направлений маргинального коллекционирования является филолидия. Однако некоторые собрания являются единичными и не имеют обещающего названия. Разновидностью маргинального коллекционирования также можно назвать разнообразные собрания атрибутики по мотивам произведений поп-культуры.
Одной из отличительных черт маргинального коллекционирования является финансовая доступность предметов для пополнения собрания. Для отдельных видов экономические вложения вовсе не требуются.

В монографии В. М. Богданова «Спичечные этикетки и их коллекционирование» рассматривался отдельный вид коллекционирования — филумения. Она также входила в состав Всесоюзного общества филателистов в качестве самостоятельной секции. В книге были представлены различные вопросы коллекционирования спичечных этикеток от опасений родителей юных собирателей до примеров хронологической систематизации. В ней также упоминалась первая большая публичная выставка спичечных этикеток, проведённая в Москве, в саду Эрмитаж. Примечательно, что организация филуменистической выставки соответствовала общим трендам развития советского частного коллекционирования, будучи приуроченной к проведению VI Всемирного фестиваля молодёжи и студентов 1957 г. В этом же году Исполкомом Моссовета был утверждён устав Московского общества коллекционеров. Первой в нём 17 июля зарегистрировалась секция филуменистов, а через два месяца — секция филателистов.
Как писал В. М. Богданов : «Филумелия — распространенный вид собирательства, не требующий особых трат для пополнения коллекций».
В СССР мотивация коллекционеров была сопряжена с товарным дефицитом. Так, среди предметов коллекционирования особой популярностью пользовались пачки иностранных сигарет, обёртки жевательной резинки. Увлечение маргинальным коллекционированием не обязательно сказывается на социальном статусе владельца:
«…в качестве „выставки“ на этот раз демонстрировалась коллекция… этикеток винных бутылок, аккуратно подклеенных в несколько альбомов одним энтузиастом. Коллекция эта вызвала также большое одобрение. Вероятно, появятся скоро и „последователи“: ведь иметь „хобби“ теперь модно.»
Интерес к подобным предметам можно объяснить конструктивистским подходом определения ценности, заключающемся в суждении субъекта об объекте.

## Виды маргинальных коллекций
- Бирофилия
- Коллекционирование алюминиевых банок
- Коллекционирование флаконов от духов
- Коллекционирование пробок
- Филумения
- Фромология
- Тиросемиофилия
- Ксирофилия
- Гумофилия или филогамистика
- Сакулумистика
- Гелатофилия
- Теонотафилия
- Глюкофилия
- Виттафилия
- Киндерфилия
- Мемомагнетика
- Коллекционирование экшен-фигурок
- Коллекционирование фигурок персонажей аниме
- Тегестология

## Мировые рекорды
- Самая большая коллекция бумажных стаканчиков[6] (800 шт.)
- Самая большая коллекция памятных вещей «Звездных войн»[7] (93 260 предметов)
- Самая большая коллекция резиновых уток[8](5631 шт.)
- Коллекция пачек сигарет[9] (30 000 шт.)
- Самая большая коллекция виниловых фигурок Funko Pop![10] (7 095 шт.)
- Самая большая коллекция памятных вещей с Пикачу[11](1 293 шт.)
- Самая большая коллекция памятных вещей по мотивам Симпсонов[12] (2 580 шт.)
- Самая большая коллекция спичечных коробков[13] (20 736 шт.)
- Самая большая коллекция памятных вещей по мотивам Смурфиков[14] (11 455 шт.)
- Самая большая коллекция визитных карточек[15] (55 200 шт.)
- Самая большая коллекция подставок под напитки[16] (152 860 шт.)
- Самая большая коллекция тегов одежды[17] (102 005 шт.)